# 软装修
软装修是指在房屋装修中，除固定的、不能移动的装饰物以外，移动的、属纺织物料的室内装饰物。一般软装修物小巧而且可以随意移动，在装修中可以起到画龙点睛、提升整体效果的作用。

## 一般的软装修物
- 窗帘
- 沙发套
- 靠垫
- 工艺台布
- 花盆
- 挂画
- 灯饰
- 挂板
- 挂饰